# Banksia aquilonia
Banksia aquilonia és una espècie d'angiosperma de la família de les proteàcies (Proteaceae) nativa del nord de Queensland, a la costa nord-est d'Austràlia.

## Característiques
Assoleix una altura mitjana de 8 m, posseeix fulles verdes estretes i brillants que mesuren fins a 20 cm de llarg i plomalls de flors d'un color groc clar que mesuren de 6 a 10 cm de llarg; aquestes flors són inflorescències que es manifesten a la tardor. Quan els plomalls maduren, les flors es desprenen i els mateixos desenvolupen fins a 50 fol·licles, cadascun dels quals conté dues llavors.

## Ecoligia
L'espècie habita en zones de bosc humit esclerofil·le i en les vores de boscos plujosos en sòls arenosos. Banksia aquilonia es regenera després d'incendis forestals en fer brotar els xucladors ubicats sota la seva escorça.

## Taxonomia
Alex George va descriure aquesta planta en el seu treball publicat el 1981 sobre el gènere Banksia com una varietat de Banksia integrifolia, però posteriorment la va reclassificar com una espècie separada. Els estudis genètics mostren que està emparentada amb Banksia plagiocarpa, Banksia oblongifolia i Banksia robur.